# Kreukelzone

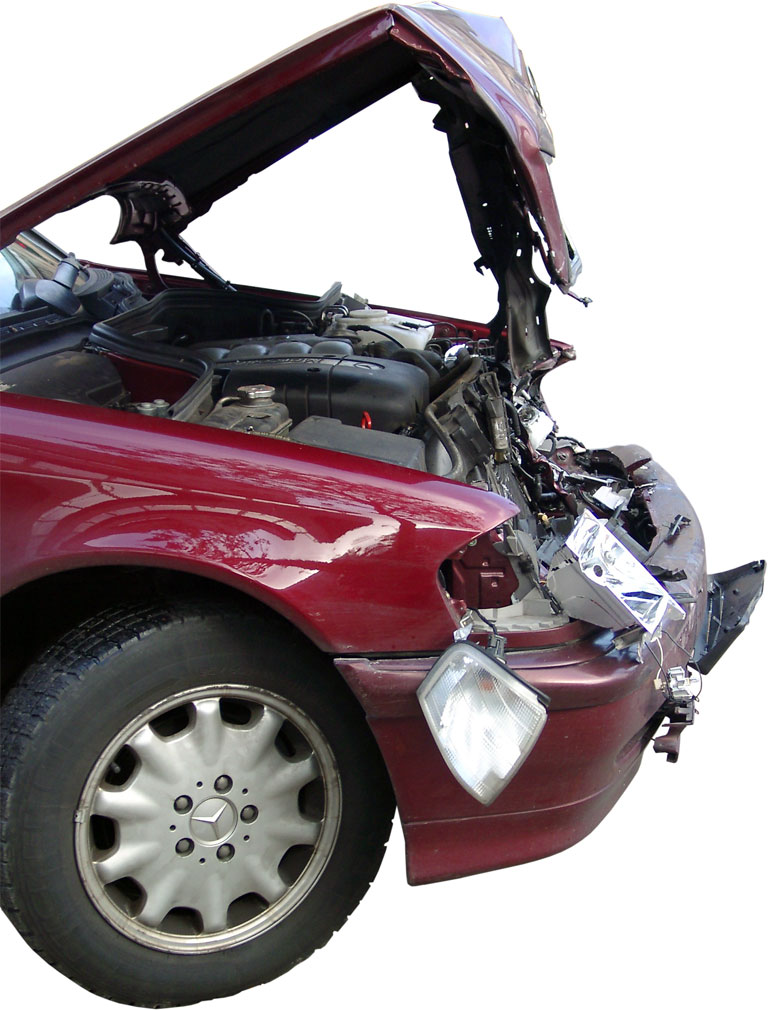

De kreukelzone is een deel van een (dragende) constructie die voor krachten in een bepaalde richting moedwillig verzwakt is. Deze techniek wordt bij voertuigen toegepast om inzittenden te beschermen in geval van een aanrijding. Het concept is bedacht door de ontwerper Béla Barényi die er in 1952 een octrooi voor kreeg. Kreukelzones maken deel uit van de passieve veiligheid van een voertuig. Ze worden voornamelijk toegepast in auto-ontwerpen, maar komen ook voor bij railvoertuigen, vliegtuigen en raceboten. De eerste auto met kreukelzones was de Mercedes-Benz W111 uit 1959.
Het idee van een kreukelzone is, dat bij blootstelling van de constructie aan een kracht in de richting waarin de constructie verzwakt is de zone gaat optreden als zwakste schakel. De kinetische energie die bijvoorbeeld bij een aanrijding vrijkomt, zal voor het grootste deel opgenomen worden door het vervormen van de kreukelzone. Hierdoor worden minder krachten uitgeoefend op de inzittenden. Een leek trekt vaak verkeerde conclusies wanneer hij een autowrak ziet van een auto die voorzien was van een kreukelzone, namelijk: slappe constructie of Het moet wel een erg zware aanrijding geweest zijn. In feite heeft de constructie dan vaak gewerkt zoals bedoeld, wat blijkt uit de geringe verwondingen van de inzittenden.

## Auto's
De voornaamste kreukelzones zijn gewoonlijk de delen die voor de vooras en achter de achteras liggen. Volgens Europese, Japanse en Amerikaanse veiligheidsvoorschriften mag daar bij nieuwe auto's geen brandstoftank of accu geplaatst worden, iets wat tot in de jaren negentig nog wel gebruikelijk was.
Een toenemend veiligheidsbewustzijn bleek ook bij de Volkswagen Transporter; die werd vanaf de derde editie in de jaren zeventig voorzien van een mini-kreukelzone achter de voorbumper. Een soortgelijke ontwikkeling was te zien in de racesport. Bij Formule 1-auto's en andere raceauto's met vrijliggende wielen was het gebruikelijk dat de voeten van de coureur voor de vooraslijn lagen, in een gebied dat constructief nauwelijks belast werd en dus in zeer dun materiaal uitgevoerd werd. Tegenwoordig moeten de voeten achter de vooras en in de zeer stijve monocoque liggen. Zelfs de voorwielophanging wordt, met welberekende knik- en breekpunten, bij de kreukelzone betrokken, vandaar de spectaculair rondvliegende wielen bij racebotsingen. Bij personenauto's zou de klap voor inzittenden ook beter opgevangen kunnen worden als de onderdelen alle kanten op vlogen, maar het is te gevaarlijk voor omstanders. Inzittenden van personenauto's mogen overigens wel buiten de aslijnen geplaatst worden, zoals blijkt uit de zitplaats van de chauffeur en de achterbank in autobussen en bij bestelwagens.
Toch beperken de kreukelzones zich niet tot de einden van de auto. De motorophanging wordt soms zo geconstrueerd dat de motor bij een frontale botsing onder het inzittendendeel schuift. Het stuur mag volgens de normen niet of nauwelijks naar achteren schieten, zodat de stuurkolom met een knik- of schuifconstructie uitgevoerd wordt. Dragende dorpels knikken bij zware botsingen soms net achteraan de voorstoelen om botsingsenergie op te nemen. Audi benutte het naar achteren schuiven van de motor om de autogordels aan te spannen.

## Railvoertuigen
De NS-locomotieven van de 1100-serie uit de jaren veertig hadden de vorm van een rechthoekige doos, waar de machinisten zich niet veilig in voelden. Tussen 1978 en 1981 werden er botsneuzen aan gelast die als kreukelzone dienden.